# 巴韦
巴韦（法語：Bavay，法語發音：[bavɛ]）是法国上法蘭西大區北部省的一个市镇，位于该省东部，属于埃尔普河畔阿韦讷区。

## 历史
在罗马时期，巴韦曾为内尔维的首都。

## 地理
巴韦（50°17'51"N, 3°47'53"E）面积10.12 平方千米，位于法国上法蘭西大區北部省，该省份为法国最北部的省份及最长的省份，西北濒北海，西接加来海峡省，南至埃纳省和索姆省，东与比利时接壤。
与巴韦接壤的市镇（或旧市镇、城区）包括：乌丹莱巴韦、奥比、梅基尼、欧迪尼、拉隆格维尔、圣瓦斯特、泰尼耶尔叙翁。
巴韦的时区为UTC+01:00、UTC+02:00（夏令时）。

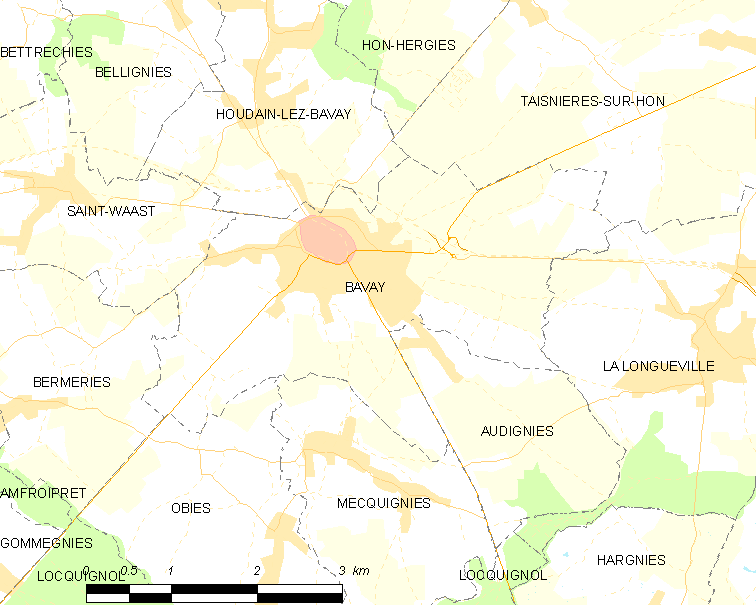
巴韦的OSM定位图

## 行政
巴韦的邮政编码为59570，INSEE市镇编码为59053。

## 政治
巴韦所属的省级选区为欧努瓦-艾姆里县。

## 人口

1962-2008年间巴韦人口变化图示

巴韦于2022年1月1日时的人口数量为3240人。